# Buneville

Buneville este o comună în departamentul Pas-de-Calais, Franța. În 1 ianuarie 2022 avea o populație de 177 de locuitori.